# Бен-Цви, Ицхак
Ицха́к Бен-Цви (ивр. יצחק בן צבי‎), имя при рождении — Исаак (Ицхок) Шимшилевич (идиш יצחק שימשעלע‎; 24 ноября [6 декабря] 1884, Полтава, Российская империя — 23 апреля 1963, Иерусалим, Израиль) — израильский политический и государственный деятель, сионист, второй президент Израиля (1952—1963), депутат кнессета 1 и 2 созывов от партии МАПАЙ (1949—1952). Один из основателей государства Израиль.
Родился в Полтаве, в Российской империи, после увиденых еврейских погромов стал убеждённым и активным сионистом. Окончил Киевский университет им Св. Владимира (учился на естествознании). Эмигрировал в составе Второй Алии в Палестину (тогда — Османская империя). Изучал юриспруденцию в Стамбульском университете. В 1915—1917 годах жил в США и стал членом Поалей Цион. В 1917—1918 годах служил в Еврейском легионе в составе британской армии на Палестинском фронте в Первой мировой войне против турок. С 1920 года проживает в Палестине, где становится одним с лидеров социалистического сионизма. 
14 мая 1948 года присутствовал на событии провозглашении государства Израиль и был одним из подписантов Декларации. Член Временного государственного совета (1948—1949, действовшего до первых выборов в Израиле). Стал депутатом парламента, а в 1952 году, после смерти Хаима Вейцмана, и до своей смерти в 1963, был президентом Израиля. Имел очень высокую положительную репутацию в еврейском обществе из-за своей скромности и трудолюбии как политик.

## Биография

### Ранние годы
Ицхак Бен-Цви (Ицхок Шимшилевич) родился в Российской империи в городе Полтава (ныне — Украина). Родители — Цви Шимшилевич и Атара Копелевич. Родители Ицхака Бен-Цви были высланы в Сибирь после обнаружения тайника оружия, которое он спрятал в их доме.
Бен Цви получил формальное еврейское образование в полтавском хедере, а затем в местной гимназии. В 1901—1905 годах учился в Киевском университете им. Св. Владимира на естествознании.
Вместе с Яковом Виткиным (Зрубавелем) он принял активное участие в еврейских отрядах самообороны во время погромов 1905 года. В это же время он присоединился к социалистической сионистской партии «Поалей-Цион». Бен-Цви принял участие в Сионистском конгрессе 1907 года в Гааге. В тот же год он переехал в Палестину и поселился в Яффо.
Вместе с Рахель Янаит в 1909 году он организовал еврейскую гимназию в Иерусалиме. После учёбы в лицее «Галатасарай» в Стамбуле, Бен-Цви в 1912—1914 годах изучал право в Стамбульском университете вместе с Давидом Бен-Гурионом. В августе 1914 года они вернулись в Палестину, но были арестованы турецкими властями в 1915 году. Весной 1910 года Поалей-Цион (Палестина) Ицхак решил запустить в Иерусалиме социалистическое периодическое издание на иврите. Он назывался Ha'ahdut (ивр. האחדות‎), и Бен Цви убедил Бен Гуриона присоединиться как корректор и переводчик.

### Общественная и политическая карьера

#### В США
В 1915 году Бен-Гурион и Бен-Цви переехали в Нью-Йорк и создали там движение «Гехалуц». В Америке они взялись за вербовку членов Поалей Цион для борьбы на стороне Османской империи. Когда это не удалось, он и Бен-Гурион взялись за обучение последователей Поалей Циона по проектам поселения в Палестине. Результатом этого стала публикация «Эрец Израиль — прошлое и настоящее» (1918), вышедшая несколько изданий, продав 25 000 экземпляров. Сначала Бен Цви должен быть соредактором, но в конечном итоге Бен Гурион доминировал во всех аспектах, и, несмотря на то, что он писал около трети, Бен Цви получил мало признания.

#### В Палестине

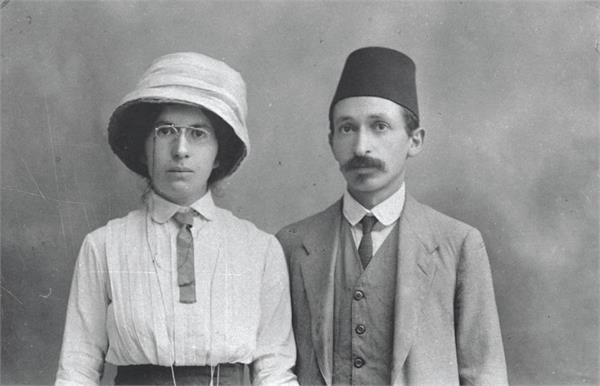
Ицхак Бен-Цви со своей будущей женой Рахель Янаит, 1913.

Вернувшись в Палестину, он женился на своей близкой подруге и сионистке Голде Лишанской[en] (будущей Рахель Янаит Бен-Цви), которая оставалась в стране на протяжении всей войны.
Между 1925 и 1928 годами он выпускал сионистскую еженедельную газету на арабском языке под названием «аль-Умма» («Рабочее единство»). Бен-Цви хорошо знал арабский язык и отвечал за политику по отношению к арабам. В 1921 году он опубликовал эссе о палестинском арабском национализме, в котором утверждал, что не существовало настоящего арабского освободительного движения, а была попытка элиты, класса эфенди, удержать власть, что он не имел поддержки в народе и что сионизм был полезен арабскому народу.
Бен-Цви служил в Еврейском легионе вместе с Бен-Гурионом. В 1919 году он участвовал в создании партии «Ахдут ха-Авода» и принял участие в деятельности «Хаганы».
Существует версия о причастности Бен-Цви к организации убийства видного антисиониста Якоба Исраэля де Хаана.
Бен Цви был избран в городской совет Иерусалима и до 1931 занимал пост президента Еврейского национального совета, теневого правительства еврейского ишува и еврейской общины подмандатной Палестины. Когда Израиль получил независимость, Бен-Цви был среди подписавших его Декларацию независимости 14 мая 1948 года. Он сидел в израильском парламенте в первом и втором Кнессетах от партии МАПАЙ. В 1951 году Бен-Цви был назначен одним из действующих членов Правительственного комитета по именам, обязанностью которого было решать соответствующие названия для новых поселений.

### Государственная служба
Ицхак Бен-Цви был одним из лиц, подписавших Декларацию о независимости Израиля в пятницу 14 мая 1948 года. Он был депутатом Кнессета 1-го и 2-го созывов.
Бен-Цви был убеждённым адептом демократии и эгалитаризма. В своей парламентской деятельности он призвал к половому равноправию, защите заключенных в тюрьмах, требовал предоставить самаритянам право въезда в Израиль и настаивал на сохранении нормальных отношений с арабами Израиля. За время пребывания в Кнессете он 45 раз получал разрешение выступить на пленарном заседании.

#### Президент Израиля

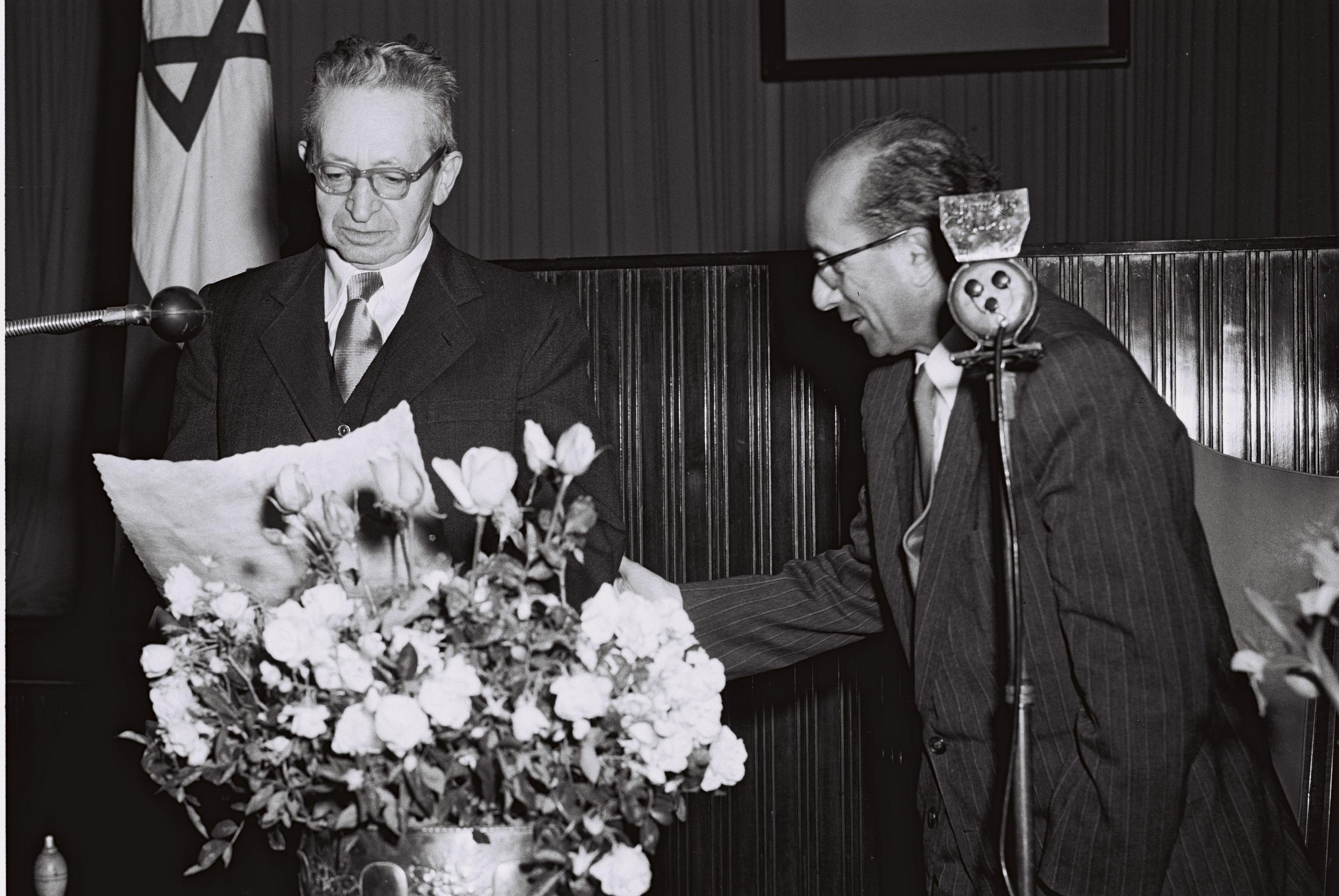
Президент Израиля Ицхак Бен-Цви и мер Тель-Авива Хаим Леванон в 1952 году. Леванон поздравляет Бен-Цви с вступлением на пост президента.

После смерти Хаима Вейцмана 26 ноября 1952 года Давид Бен-Гурион предложил Бен-Цви кандидатом от МАПАЙ на пост президента страны. Во время тайного голосования Бен-Цви победил Йосефа Шапринзека в 14 голосов. Ицхак Бен-Цви был избран президентом 8 декабря 1952 года и оставался на этом посту до своей смерти в 1963 году.
Бен-Цви считал, что президент должен быть публичной фигурой, а его жилище — быть скромным. В течение 26 лет он жил со своей семьёй в деревянном домике в иерусалимском районе Рехавия. Затем государство выкупило соседний дом, чтобы улучшить условия в президентской резиденции. Ицхак и Рахель Бен-Цви отказались переехать из своего дома по улице Ибн Гвироль в Иерусалиме в престижную и представительную резиденцию.
Его жена Рахель, с одобрения мужа, В рамках официальной деятельности основала фонд Президентского дома для детей Израиля.
Президент часто посещал разные страны с церемониальним дипломатическим визитом (например, Нидерланды и Бельгию в 1958 или ЦАР и ДР Конго в 1962).
Бен-Цви отклонил прошение подсудимого Эйхмана в его известном деле о преступлениях против еврейского народа 31 мая 1962 и тот был казнён.

### Смерть
В апреле 1963 года у Ицхака Бен-Цви существенно осложнилось состояния здоровья. Он скончался незадолго до Дня независимости Израиля в том же году, 23 апреля в 07:05 утра. Его друг, с которым Ицхак познакомился ещё с ранней молодости, и тогдашний премьер-министр Израиля Давид Бен-Гурион в письме к Рахели Бейт-Халахми пишет, что теперь чувствует себя «осиротевшим». Правительство Израиля, в связи со смертью президента Бен-Цви, приняло временный порядок, согласно которому в День независимости как государственные, так и частные флаги будут приспущены, а декоративные флаги будут оттенены чёрной лентой в знак скорби. Также, флаг ООН в Нью-Йорке был спущен и 110 стран-членов ООН не поднимали свои флаги в знак скорби.

На похоронах в своей речи Бен-Гурион сказал об Ицхаке: 
Пусть его душа будет связана пучком жизни с душами царей из дома Давида и предстанет перед Израилем. 

## Личная жизнь
Брат — Аарон Реувени (Шимшелевич, 1886—1971), писатель; писал на идише и иврите.
Жена — Рахиль Янаит (1886—1979, Иерусалим), женился после возвращения в Палестину в 1918 году. Рахиль была лауреатом государственной премии Израиля (1978). После смерти мужа активно сотрудничала в Яд Бен-Цви — институте, посвященном памяти Ицхака Бен-Цви.
Дети: сыни Амрам и Эли. Его младший сын, Эли, погиб в войне за независимость, защищая кибуц Бейт-Кешет (в битве при Бейт-Кэшет).
Ицхак Бен-Цви до конца жизни посещал изучения Талмуда и исповедовал ортодоксальный, а после Второй мировой войны — реформистский иудаизм.

## Исследования и награды
В 1948 году Бен-Цви возглавил институт по изучению восточных еврейских общин, позднее названный его именем как Яд Бен-Цви. Среди прочих, институт изучал караимов и самаритян.
В 1953 году Бен-Цви был удостоен премии Бялика.

## Память об Ицхаке Бен-Цви
Давид Бен-Гурион писал:
«Я никогда не знал человека, имеющего много поступков и большой дух, и одновременно скромного, смиренного и простого во всех своих путях с великими людьми и простыми людьми, такими как он. Он воплотил в себе любовь к Израилю и единство Израиля, когда никто в его времена не мог это сделать, и целая нация почувствовала это, и я не знаю другого человека в нашем поколении, который заслужил бы любовь всей нации, во всех ее этносах и племенах, такая полная и полная любовь, которую заслужил Ицхак Бен-Цви».
В 2008 году деревянную хижину Ицхака Бен-Цви перевезли в кибуц Бейт-Кешет, который помог основать его сын, а интерьер был отреставрирован с оригинальной мебелью. Дом Валеро в районе Рехавия был определён историческим зданием, охраняемым законом в соответствии с муниципальным планом 2007 года по сохранению исторических мест.
Портрет Бен-Цви находился на купюре в 100 шекелей. Многие улицы и бульвары в городах Израиля носят имя Бен-Цви.
|  |  |